# Alexa Vega
Alexa Ellesse Pena-Vega (Miami, 27 agosto 1988) è un'attrice e cantante statunitense.
È conosciuta per aver interpretato la parte di Carmen Cortez nella quadrilogia di Spy Kids, ha inoltre interpretato Shilo in Repo! The Genetic Opera, e per aver interpretato nel 2009 Ruby nella serie TV Ruby & The Rockits. Nel 2013 ha avuto una comparsa in Big Time Rush 4.

## Biografia
Alexa Vega è nata a Miami in Florida da padre colombiano e madre statunitense. Ha vari fratelli e sorelle tra cui Makenzie Vega anche lei nota attrice, Krizia Vega, Greylin James, Jet James e Cruz Hudson. Ha anche una sorellastra (Margaux Vega), ha vissuto in Florida fino all'età di 4 anni, poi si è trasferita con la famiglia in California. Le piace pescare e parla correttamente lo spagnolo.

## Carriera

### Cinema e televisione
Ha incominciato avendo una parte nel film commedia Piccoli campioni (Little Giants) interpretando la sorella piccola di 6 anni di Ed O'Neill, nel 1996 ha interpretato la parte della giovane Jo Harding in Twister, ha fatto la guest-star in moltissimi show televisivi e film compreso E.R., Ghost Whisperer e The Bernie Mac Show. Viene poi riconosciuta molto nel ruolo di Carmen Cortez nei film Spy Kids e dopo il successo anche nei suoi sequel Spy Kids 2 - L'isola dei sogni perduti e Missione 3D - Game Over. Nel 2003 viene riconosciuta come la teenager più sexy dalla rivista Vanity Fair, mentre nel 2004 finisce di girare altri due film Sleepover e State's Evidence e l'anno successivo ha una parte nel film drammatico Odd Girl Out dove è una ragazza vittima del cyberbullismo, inoltre ha girato anche una parte nel film Walkout. Nel giugno 2006 ha finito di girare una parte nel film Remember the Daze e anche in Repo! The Genetic Opera che verrà poi trasmesso nel 2008. Recita anche una parte nel film Helix scritto e diretto da Aram Rappaport che è stato girato nel 2008 a Chicago.
Nel 2009 recita il ruolo di Ruby Gallagher nella serie televisiva Ruby & The Rockits.
Nel 2011 recita invece nel nuovo film della serie di Spy Kids, Spy Kids 4 - È tempo di eroi, uscito negli USA il 19 agosto 2011, accanto a Jessica Alba.

### Musica
Ha registrato 3 canzoni apposite per i film di Spy Kids in cui interpretava Carmen Cortez, uno è il suo singolo di esordio Isle of Dreams che coincide con l'uscita di Spy Kids 2 - L'isola dei sogni perduti, le altre due canzoni sono "Game over" e "Heart Drive", registrate per il film Missione 3D - Game Over. Ha registrato anche molte canzoni apposite per il film Repo! The Genetic Opera, uscito nel 2008. Vega ha scelto come casa discografica la Hollywood Records. Ha lavorato per un album con delle canzoni per il suo show. Il 30 giugno 2009 viene trasmesso in radio il suo singolo "Lost In Your Own Life".

### Broadway
Ha esordito anche a Broadway nel 2007 con Hairspray.

### Vita privata
È stata sposata con il produttore americano Sean Covel dal 2010 al 2012. Nel 2014 ha sposato l'attore e cantante Carlos Pena Jr., cambiando i loro cognomi in Pena-Vega. Nel giugno 2016 annunciano di star aspettando un figlio. Il 7 dicembre 2016 nasce Ocean King PenaVega. Il 30 giugno 2019 nasce il secondo figlio Kingston James PenaVega. Il 25 dicembre 2020 la coppia annuncia, tramite un video di Natale realizzato con i Big Time Rush, di aspettare un altro figlio. Il 17 febbraio 2021 hanno comunicato di aspettare una bambina. La terzogenita della coppia, Rio Rey PenaVega, è nata il 7 maggio 2021. Nel novembre 2023 hanno annunciato di aspettare il loro quarto figlio.

## Filmografia

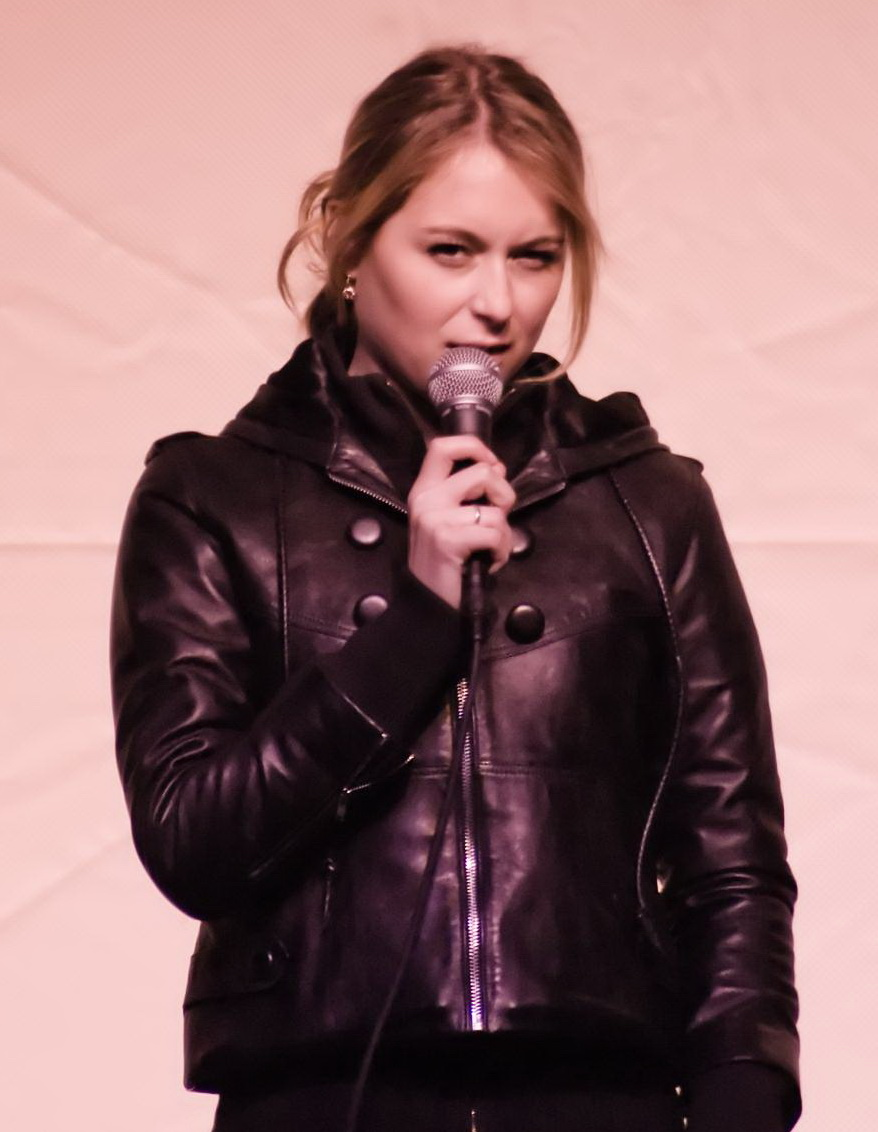
Alexa Vega durante il Repo Tour 2009.

### Cinema
- Piccoli campioni (Little Giants), regia di Duwayne Dunham (1994)
- Nine Months - Imprevisti d'amore (Nine Months), regia di Chris Columbus (1995)
- Twister, regia di Jan de Bont (1996)
- Delitti inquietanti (The Glimmer Man), regia di John Gray (1996)
- L'agguato - Ghosts from the Past (Ghosts of Mississippi), regia di Rob Reiner (1996)
- Dennis colpisce ancora (Dennis the Menace Strikes Again!), regia di Charles T. Kanganis (1998)
- In fondo al cuore (The Deep End of the Ocean), regia di Ulu Grosbard (1999)
- Spy Kids, regia di Robert Rodriguez (2001)
- Spy Kids 2 - L'isola dei sogni perduti (Spy Kids 2: Island of Lost Dreams), regia di Robert Rodriguez (2002)
- Missione 3D - Game Over (Spy Kids 3-D: Game Over), regia di Robert Rodriguez (2003)
- Sleepover, regia di Joe Nussbaum (2004)
- Marrying God, regia di Duke Johnson - cortometraggio (2006)
- State's Evidence, regia di Benjamin Louis (2006)
- The Beautiful Ordinary, regia di Jess Manafort (2007)
- Repo! The Genetic Opera, regia di Darren Lynn Bousman (2008)
- Helix, regia di Aram Rappaport (2009)
- Broken Hill, regia di Dagen Merrill (2009)
- The Mine, regia di Jeff Chamberlain (2010)
- Cafe, regia di Marc Erlbaum (2010)
- Mother's Day, regia di Darren Lynn Bousman (2010)
- From Prada to Nada, regia di Angel Gracia (2011)
- Spy Kids 4 - È tempo di eroi (Spy Kids: All the Time in the World), regia di Robert Rodriguez (2011)
- The Devil's Carnival, regia di Darren Lynn Bousman (2012)
- Machete Kills, regia di Robert Rodriguez (2013)
- Bounty Killer, regia di Henry Saine (2013)
- Abandoned Mine, regia di Jeff Chamberlain (2013)
- The Hunters, regia di Nisha Ganatra (2013)
- The Clockwork Girl, regia di Kevin Hanna (2014)
- Wicked Blood, regia di Mark Young (2014)
- Sin City - Una donna per cui uccidere, regia di Frank Miller e Robert Rodriguez (2014)
- The Remaining - Il giorno è giunto (The Remaining), regia di Casey La Scala (2014)
- Spare Parts, regia di Sean McNamara (2015)
- Do You Believe?, regia di Jonathan M. Gunn (2015)
- Roommate Wanted, regia di Rob Margolies (2015)

### Televisione
- Evening Shade – serie TV, 6 episodi (1993-1994)
- E.R. - Medici in prima linea (ER) – serie TV, episodio 1x18 (1995)
- Chicago Hope – serie TV, episodio 2x04 (1995)
- It Was Him or Us, regia di Robert Iscove - film TV (1995)
- A Promise to Carolyn, regia di Jerry London - film TV (1996)
- High Incident – serie TV, episodio 1x02 (1996)
- Shattered Mind, regia di Stephen Gyllenhaal - film TV (1996)
- Life's Work – serie TV, 18 episodi (1996-1997)
- I magnifici sette (The Magnificent Seven) – serie TV, episodio 1x03 (1998)
- To Have & to Hold – serie TV, 7 episodi (1998)
- NetForce, regia di Robert Lieberman - film TV (1999)
- Run the Wild Fields, regia di Paul A. Kaufman - film TV (2000)
- Follow the Stars Home, regia di Dick Lowry - film TV (2001)
- Ladies Man – serie TV, 29 episodi (1999-2001)
- All That – serie TV (2002)
- The Bernie Mac Show – serie TV, episodio 2x12 (2003)
- Nemiche (Odd Girl Out), regia di Tom McLoughlin - film TV (2005)
- Walkout, regia di Edward James Olmos - film TV (2006)
- Ghost Whisperer – serie TV, episodi 4x22 - 4x23 (2009)
- Ruby & the Rockits – serie TV, 10 episodi (2009)
- The Middle – serie TV, episodi 1x17 - 1x21 (2010)
- Royal Pains – serie TV, episodio 4x02 (2011)
- Big Time Rush - serie TV, episodio 4x12, 4x13 (2013)
- The Tomorrow People – serie TV, 8 episodi (2014)
- Nashville – serie TV, 4 episodi (2014)
- The Mentalist – serie TV, episodio 7x08 (2015)
- La guerra dei matrimoni (Ms. Matched), regia di Mark Jean – film TV (2016)
- Amore a bordo (Love at Sea), regia di Mel Damski – film TV (2018)
- Due Cuori a Parigi (A Paris Proposal) - film TV (2023)

## Discografia

### Singoli
| Anno | Canzone                                   | Album                                   | Scritto                              | Label     |
| ---- | ----------------------------------------- | --------------------------------------- | ------------------------------------ | --------- |
| 2002 | "Isle of Dreams"                          | #Spy Kids 2 - L'isola dei sogni perduti | Robert Rodriguez                     | Milan     |
| 2003 | "Game Over"                               | Missione 3D - Game Over                 | Robert Rodriguez & Rebecca Rodriguez | Milan     |
| 2003 | "Heart Drive"                             | Spy Kids 3-D: Game Over                 |                                      | Milan     |
| 2009 | "Lost In Your Own Life"                   | Ruby and the Rockits                    | Shaun Cassidy                        | Hollywood |
| 2009 | "You are Where I Live"                    | Ruby and the Rockits                    | David Cassidy                        | Hollywood |
| 2009 | "The Way It's Gonna Be"                   | Ruby and the Rockits                    | David Cassidy                        | Hollywood |
| 2009 | "Forever Your Song"                       | Ruby and the Rockits                    | David Cassidy                        | Hollywood |
| 2009 | "Too High a Price"                        | Ruby and the Rockits                    | David Cassidy                        | Hollywood |
| 2009 | "Possibilities" (with Austin Butler)      | Ruby and the Rockits                    | David Cassidy                        | Hollywood |
| 2009 | "Now When I Close My Eyes"                | Ruby and the Rockits                    | David Cassidy                        | Hollywood |
| 2009 | "Christmas Is The Time To Say I Love You" | Santa Baby 2: Christmas Maybe           |                                      | Hollywood |

## Doppiatrici italiane
Nelle versioni in italiano dei suoi film, Alexa Vega è stata doppiata da:
- Letizia Ciampa in Spy Kids, Spy Kids 2 - L'isola dei sogni perduti, Missione 3D - Game Over, La pazza vita della signora Hunter, Sleepover, The Middle, Spy Kids 4 - È tempo di eroi
- Perla Liberatori in The Tomorrow People, Amore a bordo
- Francesca Manicone in The Remaining – Il giorno è giunto
- Emanuela Pacotto in Dennis colpisce ancora
- Gemma Donati in L'agguato
- Giulia Franceschetti in Big Time Rush
- Loretta Di Pisa in Hunters - cacciatori di leggende